# 佐久間勝元
佐久間 勝元（さくま かつもと、生没年不詳）は江戸時代の人物。佐久間氏の一族。佐久間勝種の四男。通称は六之助。
天和2年（1682年）8月22日に父勝種が罪を受けた際に連座して松平（池田）相模守光仲に預けられた。翌3年（1683年）6月25日に赦された。